# Alwin Paul
Alwin Theodor Paul (* 9. April 1879 in Reichenau/Sa.; † 1971) war ein deutscher Anglistiker und Hochschullehrer. 

## Leben und Wirken
Nach dem Schulabschluss studierte Paul und promovierte zum Dr. phil. 1933 wurde er an der Universität Hamburg zum Lehrbeauftragten ernannt. Seine Forschungsschwerpunkte waren Anglistik, Amerikanistik und Romanistik. 1966 lebte er als Studienrat i. R. in Hamburg-Groß Flottbek.

## Schriften (Auswahl)
- Friedrich Wilhelm v. Steuben. 1930.
- Neusprachlicher Unterricht. 1931.
- Neugestaltung des fremdsprachlichen Unterrichts. 1934.
- USA im Englischunterricht der Oberen Klassen. 1938